# Леранжис, Питер
Питер Дункан Леранжис (родился в Бруклине, Нью-Йорке в 1955 году) - автор детских и подростковых книг.

## Жизнь и карьера
Питер Леранжис — автор более 150 книг для подростков, которые проданы тиражом более 5 миллионов экземпляров на 30 языках. Его непередаваемое напряжение, юмор и яркие персонажи присутствуют во многих жанрах — детективных романах (серия Spy X), научной фантастике (серия Наблюдатели), в подростковых романах (серия Клуб Драмы), исторической фантастике (Smiler’s Bones). Также он является автором книг из серии «39 ключей».
Также Питер вместе с двумя писателями (Марком Брауном и Стайном) сопровождал первую леди Соединенный Штатов Лауру Буш для представления Америки на первом Русском Книжном Фестивале в сентябре 2003 года.
Питер окончил Гарвардский университет со степенью по биохимии. Является актером и певцом в Бродвейском театре мюзикла, марафонцем, и отцом двух сыновей. В настоящее время живет в Нью-Йорке.

### Межавторский цикл «39 ключей»
2009 - 39 ключей. Книга 3. Похититель мечей
2010 - 39 ключей. Книга 7. Гнездо гадюки
2011 - 39 ключей. Книга 11. Восстание Весперов совместно с Рик Риордан, Гордон Корман, Джуд Уотсон

### Межавторский цикл "Кэхиллы vs. Весперы"
2014 - Кэхиллы против Весперов 3. В самый темный час

### Цикл " Наследники Атлантиды"
2013 - 1. Семь чудес и ключи времени
2013 - 2. Семь чудес и затерянные в Вавилоне
2013 - 3. Семь чудес и гробница теней
2014 - 4. Семь чудес и проклятие царя богов
2016 - 5. Семь чудес и временной разлом

## Награды и премии
"Последняя остановка", первая книга из серии Наблюдатели, выбрана в 1999 году Американской Ассоциацией Библиотек как Лучшая книга для нелюбящих читать.